# Волинська волость
Волинська волость — історична адміністративно-територіальна одиниця Сосницького повіту Чернігівської губернії з центром у селі Волинка.
Станом на 1885 рік складалася з 43 поселень, 12 сільських громад. Населення — 14219 осіб (6991 чоловічої статі та 7228 — жіночої), 2245 дворових господарств.
|                     | Площа, десятин | У тому числі орної, дес. |
| ------------------- | -------------- | ------------------------ |
| Сільських громад    | 14578          | 9404                     |
| Приватної власності | 12680          | 6603                     |
| Іншої власності     | 45             | 35                       |
| Загалом             | 27303          | 16042                    |

Поселення волості:
- Волинка — колишнє державне та власницьке село при річці Волинка за 10 верст від повітового міста, 2673 особи, 431 двір, 2 православні церкви, школа, постоялий будинок, 2 лавки, базари по неділях.
- Бреч — колишнє державне село при річці Кібрилівська, 123 особи, 27 дворів, молитовний будинок, постоялий будинок, лавка.
- Киріївка — колишнє державне село при річці Убідь, 758 осіб, 130 дворів, православна церква, постоялий будинок.
- Кудрівка — колишнє державне та власницьке село при річці Убідь, 1889 осіб, 311 дворів, православна церква, школа, 2 постоялих будинки, 2 лавки, 2 вітряних млини.
- Лави — колишнє державне та власницьке село при річці Волинка, 2117 осіб, 353 двори, православна церква, школа, 3 постоялих будинки, 2 лавки.
- Савинки — колишнє власницьке село при річці Убідь, 1344 особи, 140 дворів, православна церква, 2 постоялих двори, постоялий будинок, 2 лавки.
- Чорнотичі — колишнє власницьке село при річці Бабка, 1926 особи, 308 дворів, православна церква, школа, постоялий двір, 5 постоялих будинків, 5 лавок, базари по середах, 2 вітряних млини.

1899 року у волості налічувалось 23 сільських громад, населення зросло до 17109 осіб (8587 чоловічої статі та 8522 — жіночої).